# 日本蚁蛛
日本蚁蛛（学名：Myrmarachne japonica）为跳蛛科蚁蛛属的动物。分布于俄罗斯、日本、台湾岛以及中国大陆的河北、湖北、湖南、四川等地，多栖息于农田。该物种的模式产地在日本。